# Filip Stojak
Filip Stojak (* 15. August 2005) ist ein österreichischer Fußballspieler.

## Karriere
Stojak begann seine Karriere bei der ISS Admira. Zur Saison 2015/16 wechselte er zur SV Donau Wien. Zur Saison 2017/18 kehrte er zur Admira zurück. Im Februar 2018 schloss er sich dem SV Gänserndorf an. Zur Saison 2018/19 zog er zum FC Angern weiter. Zur Saison 2019/20 wechselte er in die Jugend des SV Horn. Im Oktober 2021 gab er dann auch sein Debüt für die Amateure Horns in der siebthöchsten Spielklasse. In der Saison 2021/22 kam er insgesamt viermal in der 1. Klasse zum Zug.
In der Winterpause 2022/23 rückte Stojak in den Profikader des Zweitligisten, im März 2023 erhielt er dann einen bis Juni 2025 laufenden Profivertrag. Sein Debüt in der 2. Liga gab er dann im April 2023, als er am 24. Spieltag gegen die Young Violets Austria Wien in der 62. Minute für Marco Hausjell eingewechselt wurde. Für Horn kam er insgesamt zu fünf Zweitligaeinsätzen, in der Saison 2023/24 kam er dann wieder nur noch für die Amateure zum Zug.
Zur Saison 2024/25 wechselte er auf Kooperationsbasis zum Regionalligisten TWL Elektra.